# Клірфілд (Юта)
Клірфілд (англ. Clearfield) — місто (англ. city) в США, в окрузі Девіс штату Юта. Населення — 31 909 осіб (2020).

## Географія
Клірфілд розташований за координатами 41°5′48″ пн. ш. 112°1′3″ зх. д. / 41.09667° пн. ш. 112.01750° зх. д. (41.096778, -112.017469).  За даними Бюро перепису населення США в 2010 році місто мало площу 19,85 км², з яких 19,74 км² — суходіл та 0,11 км² — водойми.

## Демографія
Згідно з переписом 2010 року, у місті мешкало 30 112 осіб у 9361 домогосподарстві у складі 7163 родин. Густота населення становила 1517 осіб/км².  Було 10062 помешкання (507/км²).
Расовий склад населення:
| - 81,6 % — білих - 3,1 % — чорних або афроамериканців - 2,6 % — азіатів - 0,8 % — корінних американців - 0,7 % — вихідців з тихоокеанських островів - 6,9 % — осіб інших рас |

До двох чи більше рас належало 4,4 %. Частка іспаномовних становила 16,1 % від усіх жителів.
За віковим діапазоном населення розподілялося таким чином: 34,7 % — особи молодші 18 років, 59,7 % — особи у віці 18—64 років, 5,6 % — особи у віці 65 років та старші. Медіана віку мешканця становила 25,8 року. На 100 осіб жіночої статі у місті припадало 102,9 чоловіків;  на 100 жінок у віці від 18 років та старших — 101,0 чоловіків також старших 18 років.
Середній дохід на одне домашнє господарство  становив 55 962 долари США (медіана — 48 866), а середній дохід на одну сім'ю — 61 965 доларів (медіана — 55 172). Медіана доходів становила 39 106 доларів для чоловіків та 28 152 долари для жінок. За межею бідності перебувало 13,1 % осіб, у тому числі 17,1 % дітей у віці до 18 років та 12,9 % осіб у віці 65 років та старших.
Цивільне працевлаштоване населення становило 13 092 особи. Основні галузі зайнятості: освіта, охорона здоров'я та соціальна допомога — 16,4 %, роздрібна торгівля — 14,4 %, виробництво — 13,0 %, публічна адміністрація — 12,1 %.